# Baho

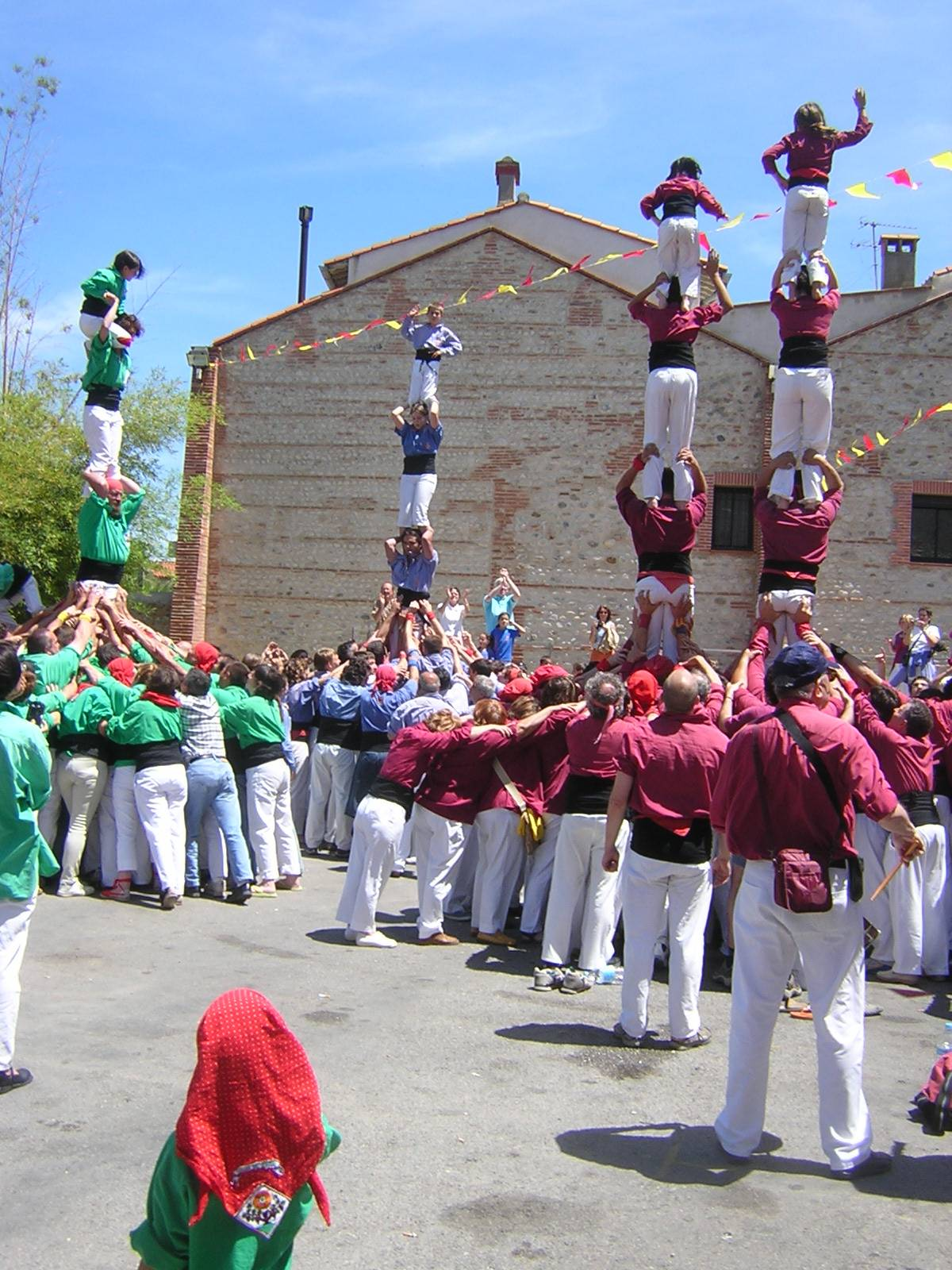
Trobada Castellera w Baho, 2005

Baho – miejscowość i gmina we Francji, w regionie Oksytania, w departamencie Pireneje Wschodnie.
Według danych na rok 1990 gminę zamieszkiwało 2027 osób, a gęstość zaludnienia wynosiła 257 osób/km² (wśród 1545 gmin Langwedocji-Roussillon Baho plasuje się na 194. miejscu pod względem liczby ludności, natomiast pod względem powierzchni na miejscu 864.).

## Populacja

Populacja Baho w latach 1962–2008